# OSA (scooter)
Osa is een historisch merk van scooters.
Warszawska Fabryka Motocykli, Warszawa. 
Pools merk dat in 1957 op de markt kwam met bij WFM gebouwde 124cc- en 174cc-scooters met eigen tweetaktmotoren. Osa (dat net als het Italiaanse Vespa “wesp” betekent) was in feite een tweede merknaam van WFM.

## Galerij

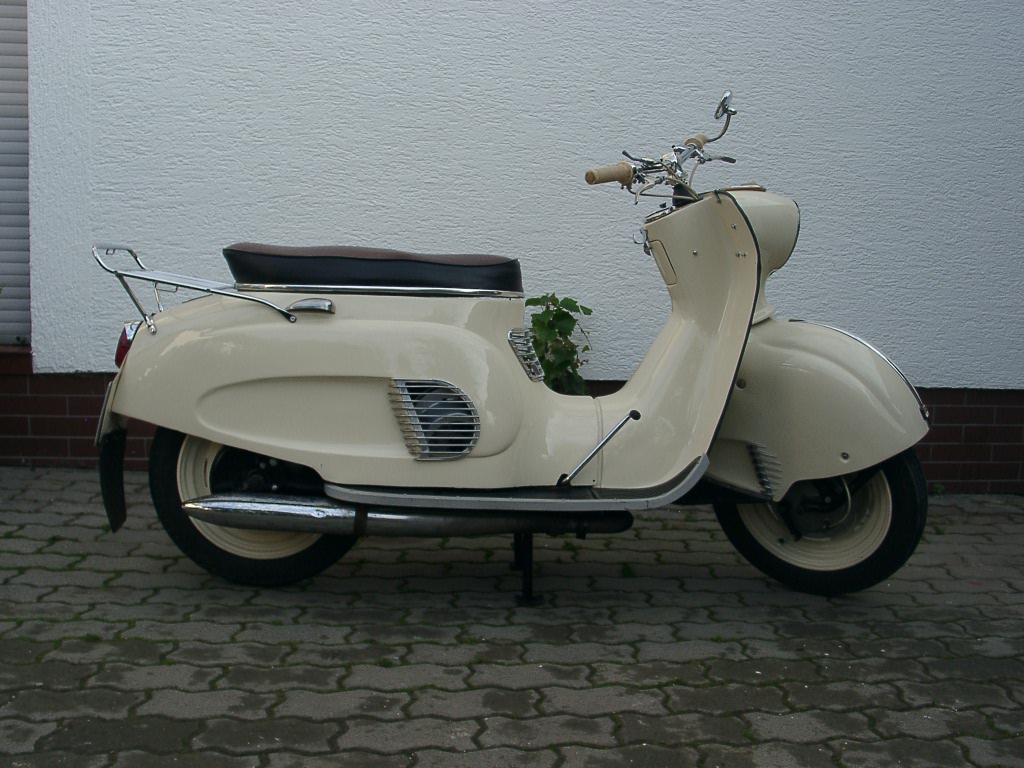
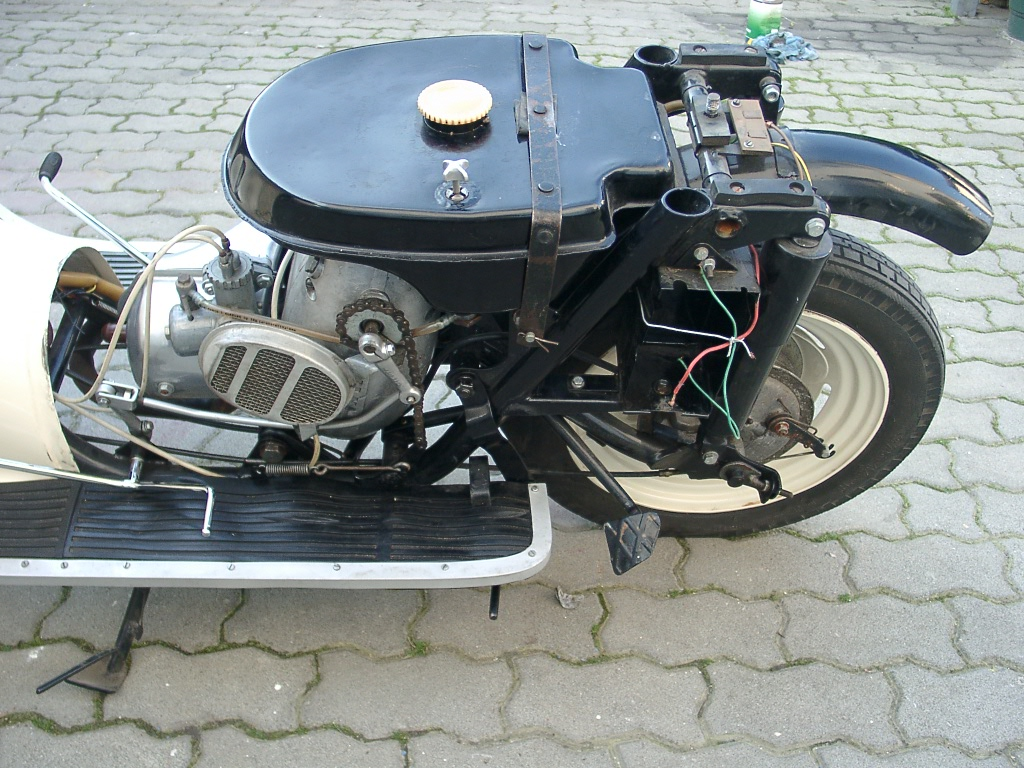
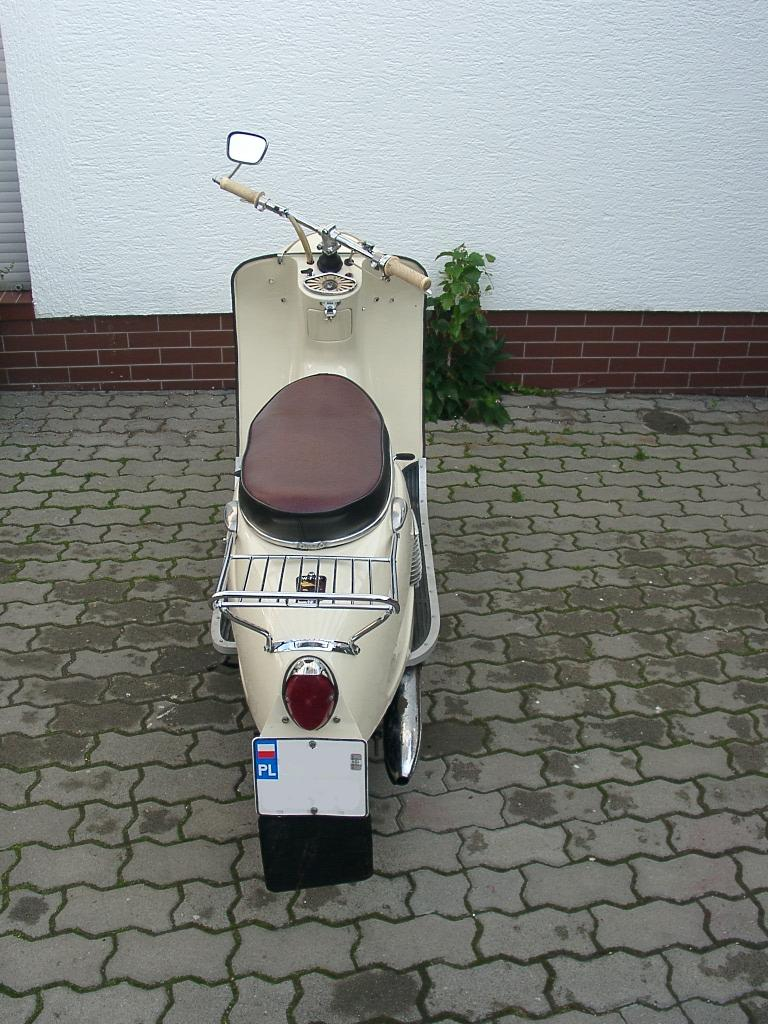
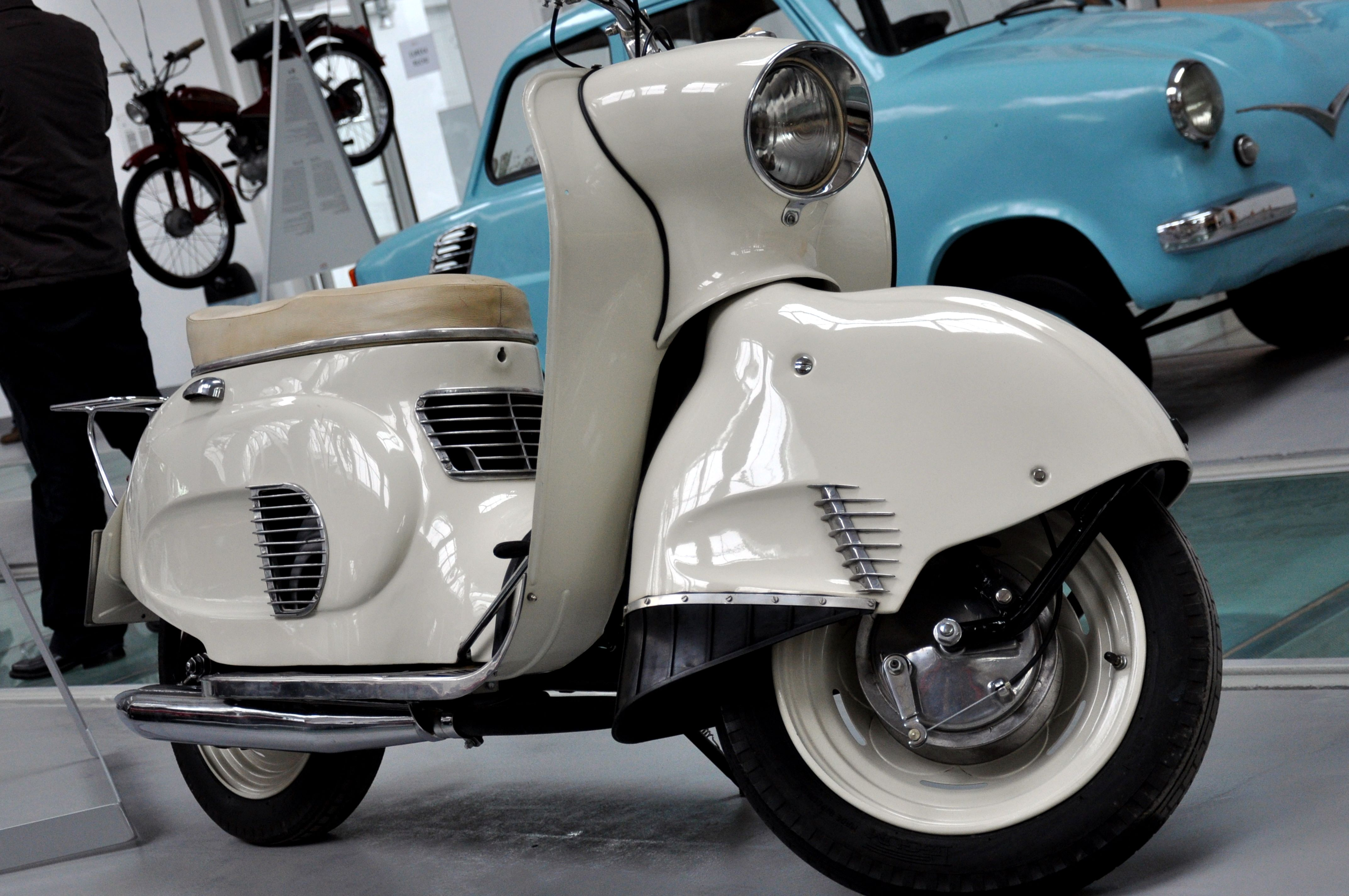